# 芦川羊子
芦川 羊子（あしかわ ようこ、1947年2月23日 - ）は舞踏家。千葉県出身。武蔵野美術大学卒。本名は洋子。

## 略歴
1967年、石井満隆に誘われて土方巽のアスベスト館に入る。美大生でそれまでダンス経験はなかったが、1968年8月3日、第1回リサイタルを草月会館ホールで開催した。構成・演出・振付は土方巽。きわめて短い訓練期間でソロ・リサイタルを開いたことになる。 土方はそれまで、男性の舞踏家を中心に舞台をつくっていたが、この頃からアスベスト館に女性が入るようになる。こののちアスベスト館の中核的ダンサーとなり、土方巽の舞踏に欠かせない舞踏家へと成長することとなった。 
1968年、澁澤龍彦責任編集の『血と薔薇』（第2号）で土井典製作の「鍵のかかる女」の貞操帯を着用して立木義浩撮影で表紙を飾った。1970年、幻獣社、1974年に小林嵯峨とともに白桃房（暗黒舞踏集団）を結成した。土方の全作品を踊った。土方は白桃房のことを暗黒宝塚と称していた。一貫したテーマは死者の霊であった。1978年 - 土方巽作「ルーブル宮のための14晩」パリ装飾美術館内で催された日本特集『間展』で上演。その後、ヨーロッパ公演をおこなう。1984年、土方・吉岡実（詩人）とともに、神戸の永田耕衣を訪問。耕衣を驚嘆させた。耕衣はこの後、11句を土方に捧げている。土方のグループの舞踏技術のひとつとして、口をすぼめてまるで歯のない人間のように見せるものがあるが、芦川はそのために歯をすべて抜いている。
土方没後は「犬になるための皮膚時計」など新しい踊りを追求した。ウーマンリブ運動の一角も担った。